# Фату, Джейкоб
Джейкоб Сэмюэл Фату́ (англ. Jacob Samuel Fatu, род. 18 апреля 1992, Сакраменто, Калифорния) — американский рестлер, в настоящее время выступающий в WWE на бренде SmackDown, где является бывшим чемпионом Соединённых Штатов WWE.
Он также известен по выступлениям в Major League Wrestling, где он является бывшим национальным чемпионом MLW в открытом весе и бывшим однократным чемпионом мира MLW в тяжёлом весе, причём в последнем случае его чемпионство было самым долгим в истории титула — 819 дней.
Фату входит в семью профессиональных рестлеров Аноа’й. Он сын Сэма Фату (более известного как Тама и Тонга Кид) и племянник Солофа-младшего (Рикиши) и Эдди Фату (Умаги). Фату обучался у своего дяди Рикиши и дебютировал в рестлинге в 2012 году, выступая в различных независимых промоушенах в период с 2012 по 2019 год. Затем он подписал контракт с MLW, где выступал в течение следующих пяти лет до прихода в WWE.

## Карьера в рестлинге

### Ранняя карьера (2012—2019)
Джейкоб Фату был обучен своим дядей, Рикиши, и дебютировал в 2012 году в команде со своим родственником, Чёрной жемчужиной. Большую часть 2013—2015 годов он провёл в Калифорнии, выступая в независимых промоушенах, часто объединяясь с членами семьи Аноа’й. В 2018 году он впервые побывал в Мексике на шоу The Crash в матче трио, проиграв Октагону и Голубому Демону-младшему.

### Major League Wrestling (2019—2024)
В 2019 году он подписал контракт с Major League Wrestling, присоединившись к своим родственникам Саму и сыну Саму, Лэнсу Аноа’й. Фату дебютировал в MLW на февральском шоу SuperFight, вместе со своим партнёром по команде Йозефом Самаэлем в матче, который не транслировался по телевидению. Затем дуэт Фату и Йозефа дебютировал в MLW на Intimidation Games 2 марта, напав на чемпиона мира в тяжёлом весе Тома Лоулора после его матча в клетке против Лоу Ки. Таким образом, вместе с Саймоном Готчем они образовали группировку Contra Unit. На следующей неделе Contra Unit атаковали Эйса Ромеро во время его матча с Готчем. После нескольких месяцев вражды с Лоулором, Фату победил Лоулора на шоу Kings of Colosseum 6 июля и завоевал титул чемпиона мира в тяжёлом весе. Он также сохранил титул в матче-реванше с Лоулором. Затем он стал хедлайнером первого в истории MLW PPV-шоу Saturday Night SuperFight, где Фату успешно защитил титул против ЛА Парка.
После этой вражды ему бросил вызов Алекс Хаммерстоун, который также выставил национальное чемпионство MLW в открытом весе на кон в матч «победитель получает все». Он проиграл Хаммерстоуну. Затем он враждовал с ним, кульминацией чего стал War Chamber, где Contra Unit проиграли, одновременно закончив вражду и начав вражду с товарищами по Contra Unit Маддсом Крюггером и Икуро Квоном.
6 апреля 2023 года на шоу MLW War Chamber Джейкоб Фату победил Джона Хеннигана и завоевал титул национального чемпиона MLW в открытом весе.
1 февраля 2024 года Рикиши объявил, что Фату стал свободным агентом, завершив своё пятилетнее пребывание в компании, а также сообщил, что его связывают с WWE, All Elite Wrestling (AEW) и Total Nonstop Action Wrestling (TNA). 3 февраля 2024 года Фату победил Юдзи Нагату. После матча на Фату напал Мадс Круле Крюггер. 17 февраля 2024 года Фату был побеждён Крюггером в матче Baleki Brawl. Это стало последним выступлением Фату в компании.

### New Japan Pro-Wrestling (2024)
13 января 2024 года на шоу Battle in the Valley Фату дебютировал в New Japan Pro-Wrestling в команде с Сёта Умино и Фредом Россером, одержав победу над командой Filthy (Том Лоулор и West Coast Wrecking Crew (Джорел Нельсон и Ройс Айзекс).

### WWE (с 2024)

#### The Bloodline (2024–2025)
Перед тем, как подписать контракт с WWE, Фату должен был появиться на Raw is XXX в январе 2023 на Церемонию Признания Роман Рейнса, но проблемы между MLW и WWE не дали этому случится.

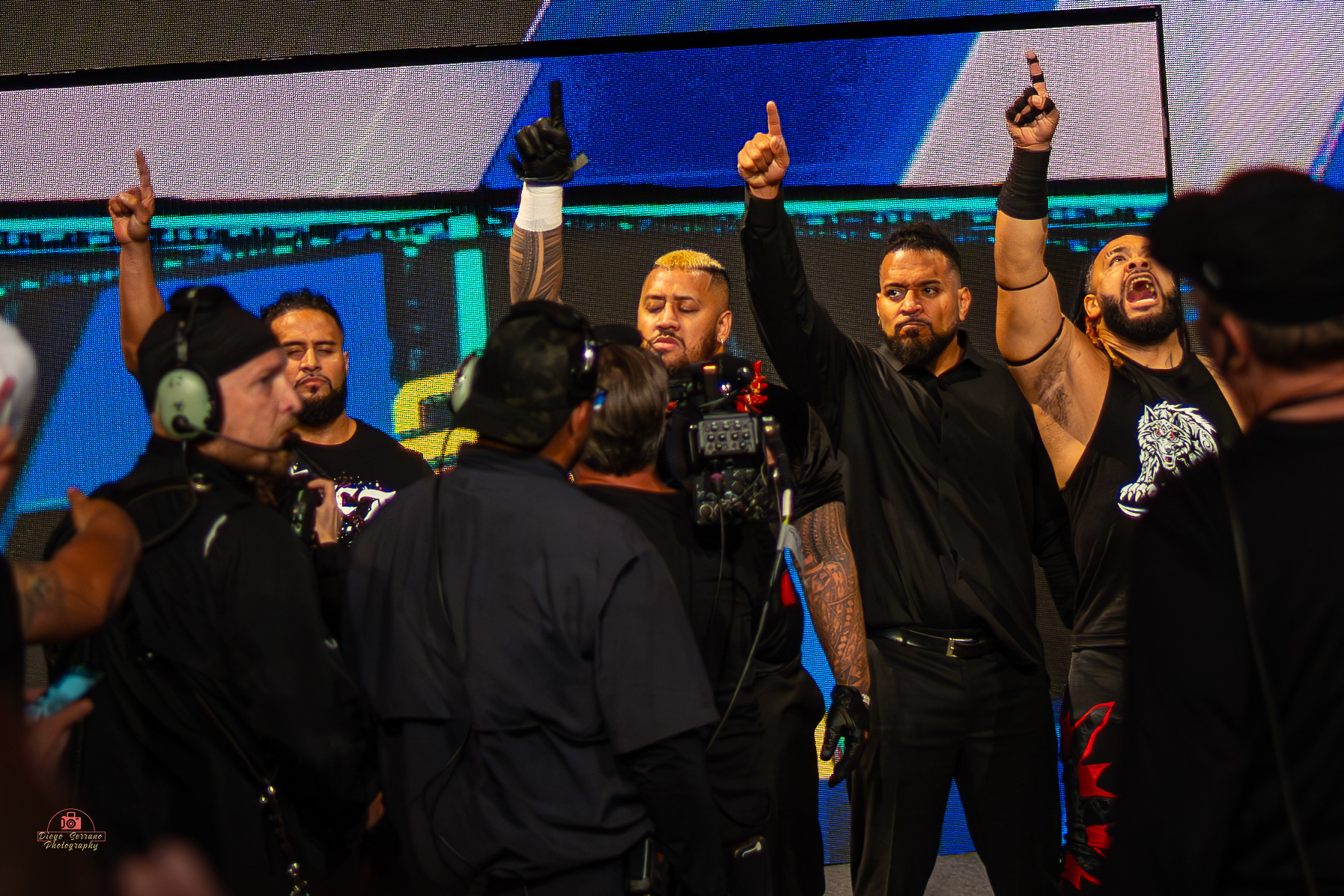
Фату (крайний справа) в роли члена The Bloodline Соло Сикоа в июне 2024 года

Фату дебютировал в эпизоде SmackDown 21 июня в качестве члена группировки The Bloodline. На Money in the Bank (2024) 6 июля, Фату сделал свой дебют в ринге в командом матче на 6 человек рядом с Соло Сикоа и Тама Тонга, победив Коди Роудса, Рэнди Ортона и Кевина Оуэнса. 2 августа на SmackDown, Фату и Тонга победили Джонни Гаргано и Томмасо Чиампу в матче за Командное чемпионство WWE SmackDown, первое чемпионство Фату в WWE. 23 августа на SmackDown, Фату отдал одну половину титулов Тонга Лоа для того, чтобы стать личным телохранителем Сикоа. На Bad Blood (2024) 5 октября, Фату и Сикоа проиграли Роман Рейнсу и Роудсу после вмешательства Джимми Усо, нанеся первое поражение Фату в WWE. На Crown Jewel (2024) 2 ноября, Фату, Тонга и Сикоа победили оригинальный Bloodline (Рейнс и Братья Усо) в командном матче на 6 человек. На Survivor Series: WarGames (2024) 30 ноября, Фату, вместе с Bloodline и Бронсон Ридом, проиграл Рейнсу, Братьям Усо, Сэми Зейну и Си Эм Панку в Матче WarGames.
В январе 2025, Сикоа проиграл Ula Fala и титул Вождя племени (англ. Tribal Chief) Рейнсу, после чего Фату начал фьюдить с Броном Строумэном. На Saturday Night's Main Event 25 января, Фату проиграл Строумэну по дисквалификации после того, как он толкнул судью. 1 февраля на Royal Rumble Фату сделал свой дебют на Матче Royal Rumble устранив 4 рестлеров перед тем, как быть устраненым Строумэном. 14 февраля на SmackDown, Фату дрался с Строумэном и Дамиан Пристом в матче Тройная Угроза на квалификацию в матч на Elimination Chamber, который выиграл Прист.

#### Одиночные выступления (с 2025)
После недель матчей между двумя рестлерами, Фату победил Строумэна в матче Последний Стоящий на Ногах, чтобы закончить их вражду и получить матч за Чемпионство Соединённых Штатов на WrestleMania 41. В первую ночь на WrestleMania 41 19 апреля, Фату победил Эл Эй Найта за титул. Это был первый одиночный титул в WWE. 10 мая на Backlash, Фату успешно защитил чемпионство против Найта, Дамиана Приста и Дрю Макинтайра в матче  с помощью дебютировавшего Джей Си Матео. На Money in the Bank Фату предал Сикоа после того, как атаковал его на лестничном матче, покидая Bloodline и становясь фейсом. 28 июня на Night of Champions Фату проиграл Сикоа после вмешательства Матео, вернувшегося Тонга Лоа и дебютировавшим Таллой Тонгой, завершив свое 70-дневное чемпионство и потерпев первое поражение в карьере WWE. 3 августа во 2 ночь на SummerSlam, Фату не смог вернуть себе титул против Сикоа в матче Стальная Клетка.

## Личная жизнь
В 18-летнем возрасте Фату был арестован за грабёж. Своим вдохновением стать рестлером он считает то, что увидел по тюремному телевизору своих двоюродных братьев Усо.
Фату — член династии рестлеров семьи Аноа’й, сын Сэма Фату и брат Джурни Фату. По состоянию на 2024 год у Фату семеро детей.

## Титулы и достижения
- All Pro Wrestling

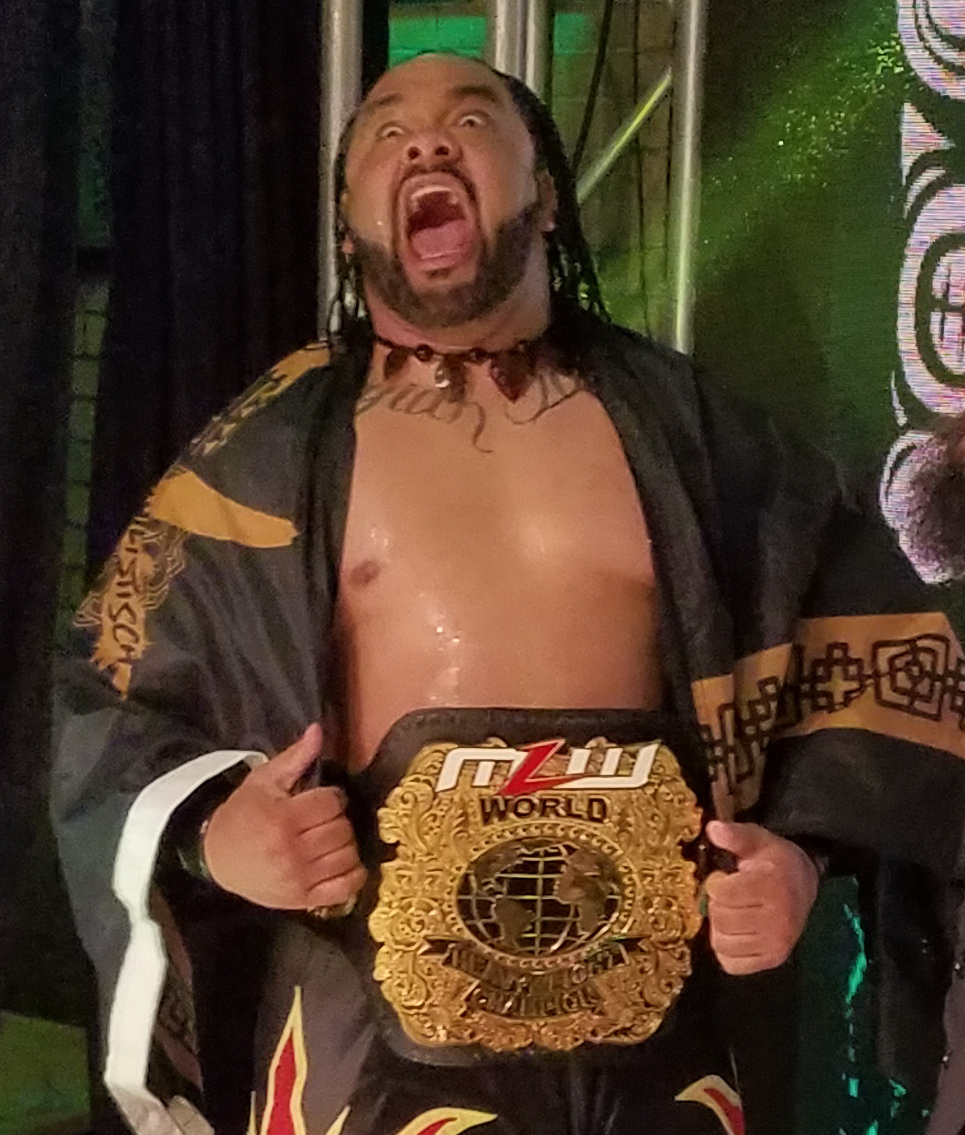
Фату бывший и самый продолжительный Мировой Чемпион в тяжёлом весе MLW

  - Универсальный чемпион APW (1 раз)[35][36][37]
  - Всемирный интернет-чемпион APW (1 раз)[38][39][40]
  - Командный чемпион APW (1 раз) — с Йозефом Самаэлем[41][42]
- DEFY Wrestling
  - Командный чемпион 8XGP DEFY (1 раз) — со Всемогущим Шейхом[43][44][45]
- House of Glory
  - Чемпион мира HOG (1 раз)[46][47]
- Major League Wrestling
  - Чемпион мира MLW в тяжёлом весе (1 раз)[48][49][50]
  - Национальный чемпионат MLW в открытом весе (1 раз)[9]
  - Battle Riot (2022)
- PCW ULTRA
  - Чемпион PCW ULTRA в тяжёлом весе (1 раз)[51][52]
  - Командный чемпион PCW ULTRA (1 раз) — со Всемогущим Шейхом[53][54]
- Pro Wrestling Illustrated
  - № 20 в топ 500 рестлеров в рейтинге PWI 500 в 2020[55]
- Supreme Pro Wrestling
  - Командный чемпион SPW (1 раз) — с Джорни Фату[56][57][58]
- West Coast Pro Wrestling
  - Чемпион WCPW в тяжёлом весе (1 раз)[59][60][61]
- WWE
  - Командный чемпион WWE (1 раз) — с Тама Тонга
  - Чемпион Соединённых Штатов WWE (1 раз)